# Mount Tararua
Mount Tararua ist ein markanter und 2550 m hoher Berg im ostantarktischen Viktorialand. Er ragt im südwestlichen Teil der Monteath Hills in den Victory Mountains auf.
Die Südgruppe der New Zealand Federal Mountain Club Antarctic Expedition (1962–1963) bestieg den Berg am 3. Januar 1963 und nahm die Benennung vor. Namensgeber ist der Bergsteigerverein Tararua Tramping Club aus Neuseelands Hauptstadt Wellington, dem die Mitglieder der Südgruppe angehörten.